# Tennis Masters Cup 2007
La Tennis Masters Cup Shanghai 2007 es la XXXVIII edición de la Tennis Masters Cup que se celebró en Shanghái, China entre el 11 y el 18 de noviembre de 2007 con la defensa del título del suizo Roger Federer.

## Individuales

### Carrera clasificatoria
|  | Jugador      | Australian Open | Indian Wells | Miami | Monte Carlo | Roma | Hamburgo | Roland Garros | Wimbledon | Canadá | Cincinnati | US Open | Madrid | París | 5 mejores | Puntos Totales |
|  | ------------ | --------------- | ------------ | ----- | ----------- | ---- | -------- | ------------- | --------- | ------ | ---------- | ------- | ------ | ----- | --------- | -------------- |
|  | R. Federer   | 200             | 1            | 15    | 70          | 15   | 100      | 140           | 200       | 70     | 100        | 200     | 70     | 15    | 110       | 1306           |
|  | R. Nadal     | 50              | 100          | 25    | 100         | 100  | 70       | 200           | 140       | 45     | 1          | 30      | 25     | 70    | 151       | 1107           |
|  | N. Djokovic  | 30              | 70           | 100   | 15          | 25   | 25       | 90            | 90        | 100    | 1          | 140     | 45     | 1     | 162       | 894            |
|  | N. Davydenko | 50              | 15           | 7     | 1           | 45   | 15       | 90            | 30        | 25     | 45         | 90      | 0      | 15    | 117       | 545            |
|  | A. Roddick   | 90              | 45           | 25    | 0           | 15   | 0        | 1             | 50        | 25     | 15         | 50      | 0      | 0     | 150       | 466            |
|  | D. Ferrer    | 30              | 25           | 15    | 25          | 1    | 25       | 15            | 7         | 7      | 25         | 90      | 1      | 25    | 159       | 450            |
|  | F. González  | 140             | 15           | 7     | 1           | 70   | 25       | 1             | 15        | 1      | 1          | 1       | 25     | 1     | 78        | 381            |
|  | R. Gasquet   | 30              | 15           | 7     | 25          | 7    | 7        | 7             | 90        | 1      | 1          | 7       | 1      | 45    | 123       | 366            |
|  | T. Robredo   | 50              | 1            | 25    | 15          | 25   | 1        | 50            | 7         | 1      | 1          | 15      | 1      | 25    | 136       | 353            |
|  | J. Chela     | 15              | 25           | 25    | 7           | 25   | 7        | 7             | 7         | 1      | 7          | 50      | 1      | 1     | 107       | 285            |

| Jugadores clasificados |
| Jugadores suplentes    |

- David Nalbandián, 9.º clasificado, renunció el día 7 de noviembre a ser suplente en la competición y desplazarse hasta Shanghái, con lo que le reemplazó como suplente el argentino Juan Ignacio Chela, 20.º, tras las renuncias de los 9 tenistas que le precedían en la clasificación, con lo que acude a la cita como 2.º suplente.

### Fase de grupos

#### Grupo Rojo
| N.º | Jugador           |
| --- | ----------------- |
| 1   | Roger Federer     |
| 4   | Nikolái Davydenko |
| 5   | Andy Roddick      |
| 7   | Fernando González |

##### Posiciones
| #  | Jugador           | Partidos ganados | Partidos perdidos | Sets ganados | Sets perdidos |
| -- | ----------------- | ---------------- | ----------------- | ------------ | ------------- |
| 1. | Roger Federer     | 2                | 1                 | 5            | 2             |
| 2. | Andy Roddick      | 2                | 1                 | 4            | 3             |
| 3. | Nikolái Davydenko | 1                | 2                 | 3            | 4             |
| 4. | Fernando González | 1                | 2                 | 2            | 5             |

##### Resultados
| Ganador           | Contrincante      | Resultado      |
| ----------------- | ----------------- | -------------- |
| Andy Roddick      | Nikolái Davydenko | 6-3 4-6 6-2    |
| Fernando González | Roger Federer     | 3-6 7-6(1) 7-5 |
| Roger Federer     | Nikolái Davydenko | 6-4 6-3        |
| Andy Roddick      | Fernando González | 6-1 6-4        |
| Nikolái Davydenko | Fernando González | 6-4 6-3        |
| Roger Federer     | Andy Roddick      | 6-4 6-2        |

#### Grupo Dorado
| N.º | Jugador         |
| --- | --------------- |
| 2   | Rafael Nadal    |
| 3   | Novak Djokovic  |
| 6   | David Ferrer    |
| 8   | Richard Gasquet |

##### Posiciones
| #  | Jugador         | Partidos ganados | Partidos perdidos | Sets ganados | Sets perdidos |
| -- | --------------- | ---------------- | ----------------- | ------------ | ------------- |
| 1. | David Ferrer    | 3                | 0                 | 6            | 1             |
| 2. | Rafael Nadal    | 2                | 1                 | 5            | 3             |
| 3. | Richard Gasquet | 1                | 2                 | 3            | 4             |
| 4. | Novak Djokovic  | 0                | 3                 | 0            | 6             |

##### Resultados
| Ganador         | Contrincante    | Resultado   |
| --------------- | --------------- | ----------- |
| Rafael Nadal    | Richard Gasquet | 3-6 6-3 6-4 |
| David Ferrer    | Novak Djokovic  | 6-4 6-4     |
| Richard Gasquet | Novak Djokovic  | 6-4 6-2     |
| David Ferrer    | Rafael Nadal    | 4-6 6-4 6-3 |
| Rafael Nadal    | Novak Djokovic  | 6-4 6-4     |
| David Ferrer    | Richard Gasquet | 6-1 6-1     |

### Semifinales
| Fecha    | Hora¹ | Partido       | Partido | Partido      | Resultado |
| -------- | ----- | ------------- | ------- | ------------ | --------- |
| 17.11.07 | 17:00 | Andy Roddick  | -       | David Ferrer | 1-6, 3-6  |
| 17.11.07 | 19:30 | Roger Federer | -       | Rafael Nadal | 6-4, 6-1  |

### Final
| Fecha    | Hora¹ | Partido      | Partido | Partido       | Resultado   |
| -------- | ----- | ------------ | ------- | ------------- | ----------- |
| 18.11.07 | 16:00 | David Ferrer | -       | Roger Federer | 2-6 3-6 2-6 |

- (¹) -  Hora local de Shanghái (UTC +8)

## Dobles

### Carrera clasificatoria
|  | Pareja                          |  | Puntos ATP Race |
|  | ------------------------------- |  | --------------- |
|  | Bob Bryan / Mike Bryan          |  | 1215            |
|  | Mark Knowles / Daniel Nestor    |  | 680             |
|  | Paul Hanley / Kevin Ullyett     |  | 594             |
|  | Simon Aspelin / Julian Knowle   |  | 591             |
|  | Martin Damm / Leander Paes      |  | 549             |
|  | Lukas Dlouhy / Pavel Vízner     |  | 542             |
|  | Jonas Björkman / Max Mirnyi     |  | 512             |
|  | Arnaud Clément / Michael Llodra |  | 494             |
|  | Jonathan Erlich / Andy Ram      |  | 494             |
|  | Jeff Coetzee / Rogier Wassen    |  | 276             |

| Parejas clasificadas |
| Pareja suplente      |

- La pareja estadounidense formada por Bob Bryan y Mike Bryan no acudió a la cita debido a pequeñas molestias físicas, para no forzar y prepararse mejor para la final de la Copa Davis 2007.
- Como suplente acude la pareja Jeff Coetzee / Rogier Wassen, 12.º clasificados, tras las renuncias de las 2 parejas clasificadas por delante (Fabrice Santoro / Nenad Zimonjić, 10.º, y Mariusz Fyrstenberg / Marcin Matkowski, 11.º).

### Fase de grupos

#### Grupo Rojo
| N.º | Jugadores                       |
| --- | ------------------------------- |
| 1   | Mark Knowles / Daniel Nestor    |
| 3   | Simon Aspelin / Julian Knowle   |
| 5   | Lukas Dlouhy / Pavel Vízner     |
| 7   | Arnaud Clément / Michael Llodra |

##### Posiciones
| #  | Pareja                          | Partidos ganados | Partidos perdidos | Sets ganados | Sets perdidos |
| -- | ------------------------------- | ---------------- | ----------------- | ------------ | ------------- |
| 1. | Mark Knowles / Daniel Nestor    | 2                | 1                 | 5            | 3             |
| 2. | Simon Aspelin / Julian Knowle   | 2                | 1                 | 4            | 2             |
| 3. | Lukas Dlouhy / Pavel Vízner     | 2                | 1                 | 4            | 4             |
| 4. | Arnaud Clément / Michael Llodra | 0                | 3                 | 2            | 6             |

##### Resultados
| Ganadores                   | Contrincantes                 | Resultado     |
| --------------------------- | ----------------------------- | ------------- |
| Mark Knowles Daniel Nestor  | Arnaud Clément Michael Llodra | 2-6 7-5 10-5  |
| Simon Aspelin Julian Knowle | Lukas Dlouhy Pavel Vízner     | 7-6(4) 6-2    |
| Lukas Dlouhy Pavel Vízner   | Arnaud Clément Michael Llodra | 3-6 6-3 10-5  |
| Mark Knowles Daniel Nestor  | Simon Aspelin Julian Knowle   | 6-3 7-5       |
| Lukas Dlouhy Pavel Vízner   | Mark Knowles Daniel Nestor    | 6-3 4-6 11-9  |
| Simon Aspelin Julian Knowle | Arnaud Clément Michael Llodra | 7-6(3) 7-6(5) |

#### Grupo Dorado
| N.º | Jugadores                   |
| --- | --------------------------- |
| 2   | Paul Hanley / Kevin Ullyett |
| 4   | Martin Damm / Leander Paes  |
| 6   | Jonas Björkman / Max Mirnyi |
| 8   | Jonathan Erlich / Andy Ram  |

##### Posiciones
| #  | Pareja                      | Partidos ganados | Partidos perdidos | Sets ganados | Sets perdidos |
| -- | --------------------------- | ---------------- | ----------------- | ------------ | ------------- |
| 1. | Paul Hanley / Kevin Ullyett | 2                | 1                 | 5            | 2             |
| 2. | Martin Damm / Leander Paes  | 2                | 1                 | 4            | 2             |
| 3. | Jonathan Erlich / Andy Ram  | 1                | 2                 | 3            | 5             |
| 4. | Jonas Björkman / Max Mirnyi | 1                | 2                 | 2            | 5             |

##### Resultados
| Ganadores                 | Contrincantes             | Resultado        |
| ------------------------- | ------------------------- | ---------------- |
| Jonathan Erlich Andy Ram  | Paul Hanley Kevin Ullyett | 7-6(1) 3-6 14-12 |
| Martin Damm Leander Paes  | Jonas Björkman Max Mirnyi | 6-4 6-1          |
| Paul Hanley Kevin Ullyett | Jonas Björkman Max Mirnyi | 7-6(3) 6-4       |
| Martin Damm Leander Paes  | Jonathan Erlich Andy Ram  | 6-4 7-5          |
| Jonas Björkman Max Mirnyi | Jonathan Erlich Andy Ram  | 6-4 3-6 10-7     |
| Paul Hanley Kevin Ullyett | Martin Damm Leander Paes  | 6-3 6-4          |

### Semifinales
| Fecha    | Hora¹ | Partido                     | Partido | Partido                   | Resultado       |
| -------- | ----- | --------------------------- | ------- | ------------------------- | --------------- |
| 17.11.07 | 13:30 | Simon Aspelin Julian Knowle | -       | Paul Hanley Kevin Ullyett | 6-4 6-4         |
| 17.11.07 | 15:00 | Mark Knowles Daniel Nestor  | -       | Martin Damm Leander Paes  | 6-3 6-7(8) 10-5 |

### Final
| Fecha    | Hora¹ | Partido                     | Partido | Partido                    | Resultado |
| -------- | ----- | --------------------------- | ------- | -------------------------- | --------- |
| 18.11.07 | 13:30 | Simon Aspelin Julian Knowle | -       | Mark Knowles Daniel Nestor | 2-6 3-6   |

- (¹) -  Hora local de Shanghái (UTC +8)

| Predecesor: Shanghái 2006 | Tennis Masters Cup 2007 | Sucesor: Shanghái 2008 |

- Datos: Q612597